# World Curling Tour 2012/2013
Cykl rozgrywek Asham World Curling Tour 2012/2013 rozpoczął się 31 sierpnia 2012 w szwajcarskim Baden męskim turniejem Baden Masters.
Z powodu zbyt małej liczby zgłoszeń do odbywającego się w 10. tygodniu The Flatiron Challenge at Lacombe rozgrywki mężczyzn i kobiet w turnieju zostały połączone.

## Mężczyźni
|    | Zawody                                                                            | Zwycięzca         | Finalista              | Liczba drużyn | Pula nagród   | Nagroda zwycięzcy |
| -- | --------------------------------------------------------------------------------- | ----------------- | ---------------------- | ------------- | ------------- | ----------------- |
| 3  | Baden Masters Baden, 31 sierpnia–2 września 2012                                  | Sven Michel       | Peter de Cruz          | 20            | 31 000 (CHE)  | 11 000 (CHE)      |
| 5  | The Shoot-Out Edmonton, 13–16 września 2012                                       | Jamie King        | Charley Thomas         | 24            | 22 000 (CAD)  | 5 000 (CAD)       |
| 5  | AMJ Campbell Shorty Jenkins Classic Brockville, 13–16 września 2012               | John Epping       | Jeff Stoughton         | 24            | 40 700 (CAD)  | 10 400 (CAD)      |
| 5  | Cloverdale Cash Spiel Surrey, 14–16 września 2012                                 | Brent Pierce      | Sean Geall             | 16            | 8 050 (CAD)   | 2 150 (CAD)       |
| 6  | Radisson Blu Oslo Cup Oslo, 20–23 września 2012                                   | Niklas Edin       | Markku Uusipaavalniemi | 20            | 160 000 (NOK) | 60 000 (NOK)      |
| 6  | Point Optical Curling Classic Saskatoon, 21–24 września 2012                      | John Epping       | Kevin Koe              | 32            | 50 000 (CAD)  | 12 000 (CAD)      |
| 7  | Horizon Laser Vision Center Classic Regina, 28 września–1 października 2012       | Zou Dejia         | Brent Gedak            | 24            | 16 000 (CAD)  | 5 500 (CAD)       |
| 7  | Prestige Hotels & Resorts Curling Classic Vernon, 28 września–1 października 2012 | Jim Cotter        | Jamie King             | 16            | 26 000 (CAD)  | 7 500 (CAD)       |
| 8  | Swiss Cup Basel Bazylea, 4-7 października 2012                                    | Oskar Eriksson    | Sven Michel            | 32            | 40 000 (CHF)  | 13 000 (CHF)      |
| 8  | Shamrock Shotgun Edmonton, 5-7 października 2012                                  | Danny Sherrard    | Thomas Scoffin         | 18            | 9 500 (CAD)   | 2 500 (CAD)       |
| 8  | StuSells Toronto Tankard Toronto, 5-8 października 2012                           | Jeff Stoughton    | Joe Frans              | 24            | 45 000 (CAD)  | 15 000 (CAD)      |
| 8  | Westcoast Curling Classic New Westminster, 5-8 października 2012                  | Kevin Martin      | Andrew Bilesky         | 18            | 52 000 (CAD)  | 14 000 (CAD)      |
| 9  | St. Paul Cash Spiel Saint Paul, 12–14 października 2012                           | John Shuster      | Todd Birr              | 24            | 13 500 (USD)  | (USD)             |
| 9  | Meyers Norris Penny Charity Classic Medicine Hat, 12–15 października 2012         | David Nedohin     | Randy Bryden           | 26            | 34 000 (CAD)  | 10 000 (CAD)      |
| 10 | The Flatiron Challenge at Lacombe Portage la Prairie, 19 – 21 października 2012   | Robert Schlender  | Parker Konschuh        | 15            | 8 000 (CAD)   | 2 000 (CAD)       |
| 10 | Canad Inns Prairie Classic Portage la Prairie, 19–22 października 2012            | Kevin Martin      | Kevin Koe              | 32            | 58 000 (CAD)  | 18 000 (CAD)      |
| 10 | Valley First Crown of Curling Kamloops, 19 – 22 października 2012                 | Brent Pierce      | Jamie King             | 24            | 34 000 (CAD)  | 8 000 (CAD)       |
| 11 | Cactus Pheasant Classic Brooks, 25–28 października 2012                           | Kevin Koe         | Mike McEwen            | 24            | 70 000 (CAD)  | 22 000 (CAD)      |
| 11 | Challenge Chateau Cartier de Gatineau Gatineau, 25–28 października 2012           | Mark Dacey        | Brad Gushue            | 28            | 40 000 (CAD)  | 10 000 (CAD)      |
| 11 | Curling Masters Champéry Champéry, 25–28 października 2012                        | Marcus Hasselborg | Peter de Cruz          | 24            | 40 000 (CHF)  | 13 884 (CAD)      |
| 11 | Bernick's Miller Lite Open Bemidji, 25–28 października 2012                       | Al Hackner        | Pete Fenson            | 18            | 14 000 (USD)  | 3 995 (CAD)       |
| 12 | Red Deer Curling Classic Red Deer, 2-5 listopada 2012                             | Brendan Bottcher  | Kevin Koe              | 24            | 33 000 (CAD)  | 9 000 (CAD)       |
| 13 | Courtesy Freight Northern Ontario Superspiel Thunder Bay, 9–11 listopada 2012     | Al Hackner        | Craig Kochan           | 24            | 15 000 (CAD)  | 5 000 (CAD)       |
| 13 | Original 16 WCT Bonspiel Calgary, 9–11 listopada 2012                             | Steve Petryk      | Robert Schlender       | 24            | 22 000 (CAD)  | (CAD)             |
| 13 | Edinburgh International Edynburg, 9–11 listopada 2012                             | Tom Brewster      | John Jahr              | 24            | 10 000 (GBP)  | 4 000 (GBP)       |
| 13 | Vancouver Island Shootout Victoria, 9–12 listopada 2012                           | Jay Wakefield     | Neil Dangerfield       | 16            | 13 000 (CAD)  | (CAD)             |
| 13 | Whites Drug Store Classic Swan River, 9–12 listopada 2012                         | Mike McEwen       | Randy Bryden           | 24            | 50 000 (CAD)  | 12 000 (CAD)      |
| 14 | Wainwright Roaming Buffalo Classic Wainwright, 15–19 listopada 2012               | Mark Johnson      | Jamie King             | 32            | 55 000 (CAD)  | 12 000 (CAD)      |
| 14 | Masters of Curling Brantford, 15–19 listopada 2012                                | Kevin Koe         | Jim Cotter             | 32            | 100 000 (CAD) | 20 000 (CAD)      |
| 14 | Dauphin Clinic Pharmacy Classic Dauphin, 16–19 listopada 2012                     | Randy Bryden      | Scott Bitz             | 32            | 32 000 (CAD)  | 10 000 (CAD)      |
| 15 | Challenge Casino de Charlevoix Clermont, 21–25 listopada 2012                     | Peter de Cruz     | Brad Jacobs            | 18            | 37 000 (CAD)  | 12 000 (CAD)      |
| 15 | DEKALB Superspiel Morris, 21–25 listopada 2012                                    | William Lyburn    | Alexander Attinger     | 16            | 30 000 (CAD)  | 10 000 (CAD)      |
| 15 | Seattle Cash Spiel Seattle, 23–25 listopada 2012                                  | Todd Birr         | Brady Clark            | 16            | 9 000 (USD)   | 2 979 (CAD)       |
| 15 | Coors Light Cash Spiel Duluth, 23–25 listopada 2012                               | Bryan Burgess     | John Shuster           | 24            | 14 400 (USD)  | 4 468 (CAD)       |
| 15 | Spruce Grove Cashspiel Spruce Grove, 23–25 listopada 2012                         | Les Rogers        | Greg Keith             | 16            | 8 000 (CAD)   | 2 100 (CAD)       |
| 16 | Madison Cash Spiel Madison, 30 listopada–2 grudnia 2012                           | Pete Fenson       | John Shuster           | 16            | (USD)         | (USD)             |
| 18 | Canadian Open of Curling Kelowna, 12–16 grudnia 2012                              | Glenn Howard      | Brad Jacobs            | 18            | 100 000 (CAD) | 25 000 (CAD)      |
| 18 | Vic Open Quebec, 13–16 grudnia 2012                                               | Simon Dupuis      | Philippe Lemay         | 16            | 10 000 (CAD)  | 2 000 (CAD)       |
| 18 | Iron Trail Motors Shoot-Out at Curl Mesabi Eveleth, 14–16 grudnia 2012            | Tyler George      | Todd Birr              | 30            | 21 500 (USD)  | 5 902 (CAD)       |
| 21 | Mecure Perth Masters Perth, 3-6 stycznia 2013                                     | Thomas Ulsrud     | Mike McEwen            | 32            | 17 000 (GBP)  | 6 000 (GBP)       |
| 24 | The National Port Hawkesbury, 23–27 stycznia 2013                                 | Jeff Stoughton    | Mike McEwen            | 18            | 100 000 (CAD) | 20 000 (CAD)      |
| 24 | German Masters Hamburg, 25–27 stycznia 2013                                       | David Murdoch     | Rasmus Stjerne         | 16            | 15 000 (EUR)  | 8 138 (CAD)       |
| 31 | Pomeroy Inn & Suites Prairie Showdown Grande Prairie, 8–10 marca 2013             | Liu Rui           | Mike McEwen            | 16            | 50 000 (CAD)  | 15 000 (CAD)      |
| 32 | Victoria Curling Classic Invitational Victoria, 21–24 marca 2013                  | Niklas Edin       | Mike McEwen            | 24            | 76 000 (CAD)  | 25 000 (CAD)      |
| 36 | Players’ Championship Toronto, 16–21 kwietnia 2013                                | Glenn Howard      | Mike McEwen            | 15            | 100 000 (CAD) | 26 000 (CAD)      |
| 36 | European Masters St. Gallen, 17–20 kwietnia 2013                                  | Oskar Eriksson    | Sven Michel            | 8             | 26 000 (CAD)  | 12 000 (CAD)      |

## Kobiety
|    | Zawody                                                                          | Zwycięzca                                | Finalista                             | Liczba drużyn | Pula nagród   | Nagroda zwycięzcy |
| -- | ------------------------------------------------------------------------------- | ---------------------------------------- | ------------------------------------- | ------------- | ------------- | ----------------- |
| 5  | The Shoot-Out Edmonton, 13–18 września 2012                                     | Team Jennifer Jones (skip Kaitlyn Lawes) | Crystal Webster                       | 20            | 20 000 (CAD)  | 4 500 (CAD)       |
| 5  | AMJ Campbell Shorty Jenkins Classic Brockville, 13–18 września 2012             | Tracy Horgan                             | Eve Muirhead                          | 12            | 16 400 (CAD)  | 6 300 (CAD)       |
| 5  | Cloverdale Cash Spiel Surrey, 13–18 września 2012                               | Wang Bingyu                              | Allison MacInnes                      | 16            | 8 050 (CAD)   | 2 200 (CAD)       |
| 6  | Radisson Blu Oslo Cup Oslo, 20–23 września 2012                                 | Sherry Middaugh                          | Margaretha Sigfridsson                | 20            | 100 000 (NOK) | 40 000 (NOK)      |
| 5  | Prestige Hotels & Resorts Curling Classic Vernon, 27–20 września 2012           | Heather Nedohin                          | Anna Sidorowa                         | 24            | 35 000 (CAD)  | 7 500 (CAD)       |
| 8  | Shamrock Shotgun Edmonton, 5-7 października 2012                                | Satsuki Fujisawa                         | Kim Eun-jung                          | 18            | 9 500 (CAD)   | 2 500 (CAD)       |
| 8  | Curlers Corner Autumn Gold Curling Classic Calgary, 5-8 października 2012       | Sherry Middaugh                          | Rachel Homan                          | 32            | 54 000 (CAD)  | 14 000 (CAD)      |
| 9  | St. Paul Cash Spiel St. Paul, 12–14 października 2012                           | Patti Lank                               | Margie Smith                          | 12            | 7 200 (USD)   | 2 943 (CAD)       |
| 9  | Womens Masters Basel Bazylea, 12–14 października 2012                           | Margaretha Sigfridsson                   | Silvana Tirinzoni                     | 24            | 32 000 (CHF)  | 10 482 (CAD)      |
| 9  | Meyers Norris Penny Charity Classic Medicine Hat, 12–15 października 2012       | Chantelle Eberle                         | Lisa Eyamie                           | 32            | 30 000 (CAD)  | 8 000 (CAD)       |
| 9  | Atkins Curling Supplies Women’s Classic Winnipeg, 12–15 października 2012       | Kate Cameron                             | Kerri Einarson                        | 24            | 15 000 (CAD)  | 5 000 (CAD)       |
| 10 | The Flatiron Challenge at Lacombe Portage la Prairie, 19 – 21 października 2012 | Robert Schlender                         | Parker Konschuh                       | 15            | 8 000 (CAD)   | 2 000 (CAD)       |
| 10 | Valley First Crown of Curling Kamloops, 19–22 października 2012                 | Wang Bingyu                              | Lene Nielsen                          | 24            | 34 000 (CAD)  | 8 000 (CAD)       |
| 10 | Manitoba Lotteries Women’s Curling Classic Winnipeg, 19–22 października 2012    | Stefanie Lawton                          | Rachel Homan                          | 32            | 60 000 (CAD)  | 25 000 (CAD)      |
| 11 | Challenge Chateau Cartier de Gatineau Gatineau, 25–28 października 2012         | Julie Reddick                            | Cathy Auld                            | 12            | 11 500 (CAD)  | 3 500 (CAD)       |
| 12 | Royal LePage OVCA Women’s Fall Classic Kemptville, 1-4 listopada 2012           | Rachel Homan                             | Allison Nimik                         | 24            | 15 000 (CAD)  | 5 000 (CAD)       |
| 12 | Stockholm Ladies Cup Danderyd, 1-4 listopada 2012                               | Anette Norberg                           | Anna Hasselborg                       | 16            | 75 750 (SEK)  | 10 000 (SEK)      |
| 12 | Red Deer Curling Classic Red Deer, 2-5 listopada 2012                           | Chelsea Carey                            | Team Jennifer Jones (skip Cathy King) | 32            | 36 000 (CAD)  | 9 500 (CAD)       |
| 13 | Courtesy Freight Northern Ontario Superspiel Thunder Bay, 9–11 listopada 2012   | Krista McCarville                        | Ashley Kallos                         | 12            | 6 000 (CAD)   | (CAD)             |
| 13 | Colonial Square Ladies Classic Saskatoon, 9–12 listopada 2012                   | Stefanie Lawton                          | Chelsea Carey                         | 48            | 54 000 (CAD)  | (CAD)             |
| 13 | Vancouver Island Shootout Victoria, 9–12 listopada 2012                         | Roberta Kuhn                             | Heather Jensen                        | 16            | 13 000 (CAD)  | (CAD)             |
| 14 | Masters of Curling Brantford, 15–19 listopada 2012                              | Rachel Homan                             | Chelsea Carey                         | 32            | 50 000 (CAD)  | 20 500 (CAD)      |
| 15 | DEKALB Superspiel Morris, 22–25 listopada 2012                                  | Darcy Robertson                          | Barb Spencer                          | 16            | 24 000 (CAD)  | 8 000 (CAD)       |
| 15 | Spruce Grove Cashspiel Spruce Grove, 23–25 listopada 2012                       | Tiffany Steuber                          | Holly Whyte                           | 16            | 8 000 (CAD)   | 2 100 (CAD)       |
| 15 | Molson Cash Spiel Duluth, 25–27 listopada 2012                                  | Krista McCarville                        | Becca Hamilton                        | 12            | 7 200 (USD)   | 2 979 (CAD)       |
| 14 | Madison Cash Spiel Madison, 30 listopada–2 grudnia 2012                         | Erika Brown                              | Jill Mouzar                           | 15            | (USD)         | (USD)             |
| 14 | International ZO Womens Tournament Wetzikorn, 30 listopada–2 grudnia 2012       | Michèle Jäggi                            | Mirjam Ott                            | 24            | 16 000 (CHF)  | 6 000 (CHF)       |
| 14 | Boundary Ford Curling Classic Lloydminster, 30 listopada-3 grudnia 2012         | Renée Sonnenberg                         | Casey Scheidegger                     | 32            | 32 000 (CAD)  | 8 000 (CAD)       |
| 18 | Iron Trail Motors Shoot-Out at Curl Mesabi Eveleth, 14–16 grudnia 2012          | Jessie Kaufman                           | Allison Pottinger                     | 15            | 12 500 (USD)  | 3 443 (CAD)       |
| 22 | International Bernese Ladies Cup Berno, 11–13 stycznia 2013                     | Silvana Tirinzoni                        | Lene Nielsen                          | 32            | 20 000 (CHF)  | 6 000 (CHF)       |
| 23 | Glynhill Ladies International Glasgow, 18–20 stycznia 2013                      | Binia Feltscher                          | Heather Nedohin                       | 24            | 8 000 (GBP)   | 2 500 (GBP)       |
| 30 | Pomeroy Inn & Suites Prairie Showdown Grande Prairie, 8–10 marca 2013           | Mirjam Ott                               | Tracy Horgan                          | 18            | 50 000 (CAD)  | 10 800 (CAD)      |
| 36 | Players’ Championship Toronto, 16–21 kwietnia 2013                              | Eve Muirhead                             | Margaretha Sigfridsson                | 15            | 23 000 (CAD)  | 100 000 (CAD)     |

## Rankingi
| #  | Drużyna        | CAD$    |
| -- | -------------- | ------- |
| 1  | Kevin Koe      | 110 700 |
| 2  | Mike McEwen    | 108 861 |
| 3  | Jeff Stoughton | 95 400  |
| 4  | Glen Howard    | 72 000  |
| 5  | Kevin Martin   | 70 000  |
| 6  | Niklas Edin    | 58 815  |
| 7  | Brad Jacobs    | 57 100  |
| 8  | Brad Gushue    | 47 726  |
| 9  | Jim Cotter     | 43 000  |
| 10 | John Epping    | 35 400  |

| #  | Drużyna                | CAD$   |
| -- | ---------------------- | ------ |
| 1  | Rachel Homan           | 60 800 |
| 2  | Stefanie Lawton        | 46 400 |
| 3  | Chelsea Carey          | 39 300 |
| 4  | Eve Muirhead           | 38 582 |
| 5  | Jennifer Jones         | 32 200 |
| 6  | Margaretha Sigfridsson | 32 033 |
| 7  | Shannon Kleibrink      | 31 900 |
| 8  | Anna Sidorowa          | 31 556 |
| 9  | Sherry Middaugh        | 31 243 |
| 10 | Silvana Tirinzoni      | 30 111 |